# Ben van Gelder (musicus)
Ben van Gelder (Groningen, 9 november 1988) is een Nederlandse jazz-altsaxofonist.

## Levensloop
Van Gelder groeide op in Groningen in een muzikale omgeving. Vader Sem van Gelder was mede-eigenaar van jazzplatenwinkel Swingmaster en zijn moeder had een klassieke opleiding. Op zijn elfde begon hij met de altsaxofoon. Hij kreeg al vroeg les van bekende saxofonisten zoals Simon Rigter en Benjamin Herman.
In 2003 speelde Van Gelder op het North Sea Jazz Festival in een begeleidingsband onder leiding van bassist Joris Teepe, hoofd van het Noord-Nederlands Conservatorium. Hij vormde een duo met zijn oudere broer, pianist Gideon van Gelder. Van Gelder volgde de vooropleiding aan het Conservatorium van Amsterdam en studeerde bij Ferdinand Povel, Dick Oatts, Jasper Blom en Albert Beltman.
Op zijn zeventiende jaar verhuisde hij naar New York en werd hij toegelaten tot de "New School for Jazz and Contemporary Music", waar hij les kreeg van onder anderen Lee Konitz, Guillermo Klein en Jason Moran. Tijdens zijn verblijf in de Verenigde Staten bezocht hij regelmatig jazzpodium Jazz Gallery in New York, een podium waar regelmatig beginnende jazzmusici hun opwachting maken. Hier deed Van Gelder ervaring op met andere beginnende jazzmusici, maar ook met reeds gerenommeerde muzikanten. Uiteindelijk resulteerde dit tot meer bekendheid en werkte hij samen met bekende namen uit de jazzwereld, zoals David Binney, Marcus Gilmore, Mark Turner, Ambrose Akinmusire en Ben Street.
Van Gelder treedt regelmatig op met zijn eigen kwartet maar ook regelmatig als duo met gitarist Reinier Baas. Van Gelder verblijft in Nederland en is verbonden aan het Conservatorium van Amsterdam.

## Discografie
Cd-albums
- 2011 - Frame of Reference
- 2013 - Reprise
- 2016 - Among Verticals
- 2018 - Smash Hits, samen met Reinier Baas en het Metropole Orkest
- 2019 - Mokum in Hi-Fi, met Reinier Baas
- 2023 - Manifold
- 2024 - This Is Water, met Reinier Baas

- Gemeinsame Normdatei: 1041680368
- International Standard Name Identifier: 0000 0001 3052 0945
- Library of Congress Control Number: no2014073677
- MusicBrainz: b5e4a02e-9355-4d73-b024-99a68186af98
- Virtual International Authority File: 305181254
- WorldCat: E39PBJqfDfHwwy7YB6DYcKR9Xd